# Adrienne Jelley-Bruyère
Adrienne Jelley-Bruyère (née Adrienne Irma Charlotte Louise Bruyère à Leuze-en-Hainaut le 2 février 1870 et morte à Leeuw-Saint-Pierre le 26 novembre 1950) est une peintre et écrivaine belge du XXe siècle ayant parfois utilisé pour quelques romans le pseudonyme de Danièle Vindor.

## Biographie
Adrienne Bruyère, épouse de l'architecte et peintre William Jelley, régente dans l'enseignement, eut une carrière de romancière et de peintre de nature morte active à Linkebeek. Elle publia plusieurs romans et contes pour la jeunesse, et collabora à divers journaux et revues d'art et de pédagogie.
Adrienne Bruyère, avait épousé en premières noces Alphonse Van Damme, et est la mère de Daniel Van Damme, fondateur et premier conservateur de la Maison d'Érasme à Anderlecht.

## Œuvre picturale

### Expositions
- 1925 : participe à l'Exposition triennale de Gand.
- 1926 : participe à l'Exposition triennale d'Anvers.

## Œuvre littéraire
- Mounck. Contes et nouvelles pour grands et petits, illustrations de Jean Dratz, Bruxelles, Office de publicité, 1925.
- Le Miroir enchanté, illustrations d'André Blandin, Bruxelles, Office de publicité, 1928.
- Le Petit Homme de la gare, illustrations de Jean Dratz, Bruxelles, Office de publicité, 1929.
- L'Œuf miraculeux et autres contes, illustrations de Léon Leys, Bruxelles, L'Églantine, 1932.
- Duc de Grand'Ville, Bonne Presse, Averbode. Coll. Presto Films n° 101. 1936
- Le voyage d'agrément. Contes et nouvelles pour la jeunesse et le foyer, illustrations de Jean Dratz, Bruxelles, Office de publicité, 1937.
- L'Écharpe amarante, Bruxelles, éditions du Musée du Livre, 1941.
- Onar ou La rose enchantée, Bruxelles, Office de publicité, 1948.
- Blanc-Bijou, illustrations de Xhardez, Bruxelles, Office de publicité, 1948.
- Joan le saltimbanque, illustrations d'André Blandin, Bruxelles, Office de publicité, 1948.
- Contes pour la jeunesse : Le maître de l'or ; Une âme à vendre ; Celui qui avait l'ouïe trop fine ; Placide ; Le complot déjoué. L'écharpe enchantée ; Une belle randonnée, illustrations d'Eugène Narcisse, Bruxelles, Office de publicité, 1949.
- L'Oncle Anathanase, illustrations de Margot Weemaas, Bruxelles, L'Églantine, s. d.
- Joan le saltimbanque, illustrations d'André Blandin, Bruxelles, Office de publicité.
- Le Portrait et autres contes, illustrations de Margot Weemaes, Paris-Bruxelles, L'Eglantine.
- Le Portrait et autres contes, illustrations de Margot Weemaes, Bruxelles-Paris, L'Églantine.
- Le Beau Voyage, suivi de Une conjuration dans la cuisine, illustrations de Margot Weemaes, Paris-Bruxelles, L'Églantine.